# Dentilabus birmanicus
Dentilabus birmanicus är en stekelart som beskrevs av Heinrich 1974. Dentilabus birmanicus ingår i släktet Dentilabus och familjen brokparasitsteklar. Inga underarter finns listade i Catalogue of Life.